# Hitagilsbrún
Hitagilsbrún är en ås i republiken Island. Den ligger i regionen Suðurland, 120 km öster om huvudstaden Reykjavík.